# Let Me Love You (Until You Learn to Love Yourself)
Pour la chanson de DJ Snake, voir Let Me Love You.
Singles de Ne-Yo
Lazy Love
(2012) Turn Around
(2012)
Pistes de RED
Be the One
(3) To Whom It May Concern
(5)
Let Me Love You (Until You Learn to Love Yourself) est une chanson de l'artiste américain Ne-Yo sortie le 10 juillet 2012 sous forme numérique par le biais du label Motown. 2e single extrait de son 5e album studio RED (2012) après le single Lazy Love. Let Me Love You est une chanson de synthpop et d'Europop. La chanson est écrite par Ne-Yo, Mikkel S. Eriksen, Tor E. Hermansen, Mark Hadfield, Mike Di Scala et Sia Furler. Let Me Love You est produit par Mark Hadfield, Mike Di Scala, StarGat.
Les 3 notes de musique par lesquelles débute la chanson constituent en quelques sortes un sample de la chanson disco-funk des années 80, "I am somebody" de Glenn Jones.

## Classement et certification

### Classement par pays
| Classement (2012)                        | Meilleure position |
| ---------------------------------------- | ------------------ |
| Australie (ARIA)                         | 8                  |
| Belgique (Flandre Ultratop 50 Singles)   | 10                 |
| Belgique (Wallonie Ultratop 50 Singles)  | 30                 |
| Canada (Hot 100)                         | 11                 |
| Tchéquie (IFPI Rádio)                    | 38                 |
| Europe (Euro Digital Songs)              | 1                  |
| France (SNEP)                            | 22                 |
| Allemagne (Media Control AG)             | 61                 |
| Hongrie (Rádiós Top 40)                  | 26                 |
| Irlande (IRMA)                           | 5                  |
| Japon (Hot 100)                          | 5                  |
| Pays-Bas (Nederlandse Top 40)            | 20                 |
| Malaisie (Malaysia Muzik Official Chart) | 1                  |
| Malaisie (Malaysia Muzik Dance Chart)    | 1                  |
| Malaisie (Malaysia Muzik Urban Chart)    | 1                  |
| Nouvelle-Zélande (RMNZ)                  | 20                 |
| Écosse (OCC)                             | 3                  |
| Slovaquie (IFPI Rádio)                   | 19                 |
| Afrique du Sud (Mediaguide)              | 1                  |
| Suisse (Schweizer Hitparade)             | 55                 |
| Royaume-Uni (UK Singles Chart)           | 1                  |
| Royaume-Uni (UK R&B Chart)               | 1                  |
| États-Unis (Hot 100)                     | 6                  |
| États-Unis (Pop Airplay)                 | 4                  |
| États-Unis (Dance Club Songs)            | 4                  |
| États-Unis (Adult Pop Songs)             | 20                 |

#### Beni feat. Ne-Yo
| Classement (2013)                              | Position |
| ---------------------------------------------- | -------- |
| Malaisie (Melayu Muzik Singles Official Chart) | 1        |
| Malaisie (Melayu Muzik R&B Official Chart)     | 1        |
| Malaisie (Melayu Muzik Dance Official Chart)   | 1        |
| Malaisie (Melayu Muzik Pop Official Chart)     | 1        |
| Malaisie (Melayu Muzik Asia Official Chart)    | 1        |

### Classement annuel
| Classement (2012)                        | Position |
| ---------------------------------------- | -------- |
| États-Unis Billboard Hot 100             | 74       |
| Malaisie (Malaysia Muzik Official Chart) | 22       |

#### Beni feat. Ne-Yo
| Classement (2013)                                | Position |
| ------------------------------------------------ | -------- |
| Malaisie (Malaysia Muzik Singles Official Chart) | 8        |

### Certifications
| Pays             | Organisme | Certifications | Ventes  |
| ---------------- | --------- | -------------- | ------- |
| Australie        | ARIA      | 2 × Platine    | 140 000 |
| Danemark         | IFPI      | Or             | 15 000  |
| Italie           | FIMI      | Platine        | 30 000  |
| Nouvelle-Zélande | RIANZ     | Platine        | 15 000  |
| États-Unis       | RIAA      | Or             | 500 000 |

## Historique de sortie
| Pays        | Date                               | Format                    | Record Label                   |
| ----------- | ---------------------------------- | ------------------------- | ------------------------------ |
| États-Unis  | 31 juillet 2012                    | Rhythmic / Crossover      | Motown Records                 |
| États-Unis  | 7 août 2012                        | Pop / Mainstream          | Motown Records                 |
| Australie   | 10 juillet 2012                    | Téléchargement de musique | Universal Music                |
| Europe      | 10 juillet 2012                    | Téléchargement de musique | Universal Music                |
| États-Unis  | 31 juillet 2012                    | Téléchargement de musique | Motown Records                 |
| Allemagne   | 3 août 2012                        | Téléchargement de musique | Universal Music                |
| Royaume-Uni | 2 septembre 2012                   | Téléchargement de musique | Mercury Records                |
| Malaisie    | 28 octobre 2012                    | Téléchargement de musique | Universal Music Malaysia       |
| Malaisie    | 24 février 2013 (Beni feat. Ne-Yo) | Téléchargement de musique | Island Records/Universal Music |